# Gisundsbron

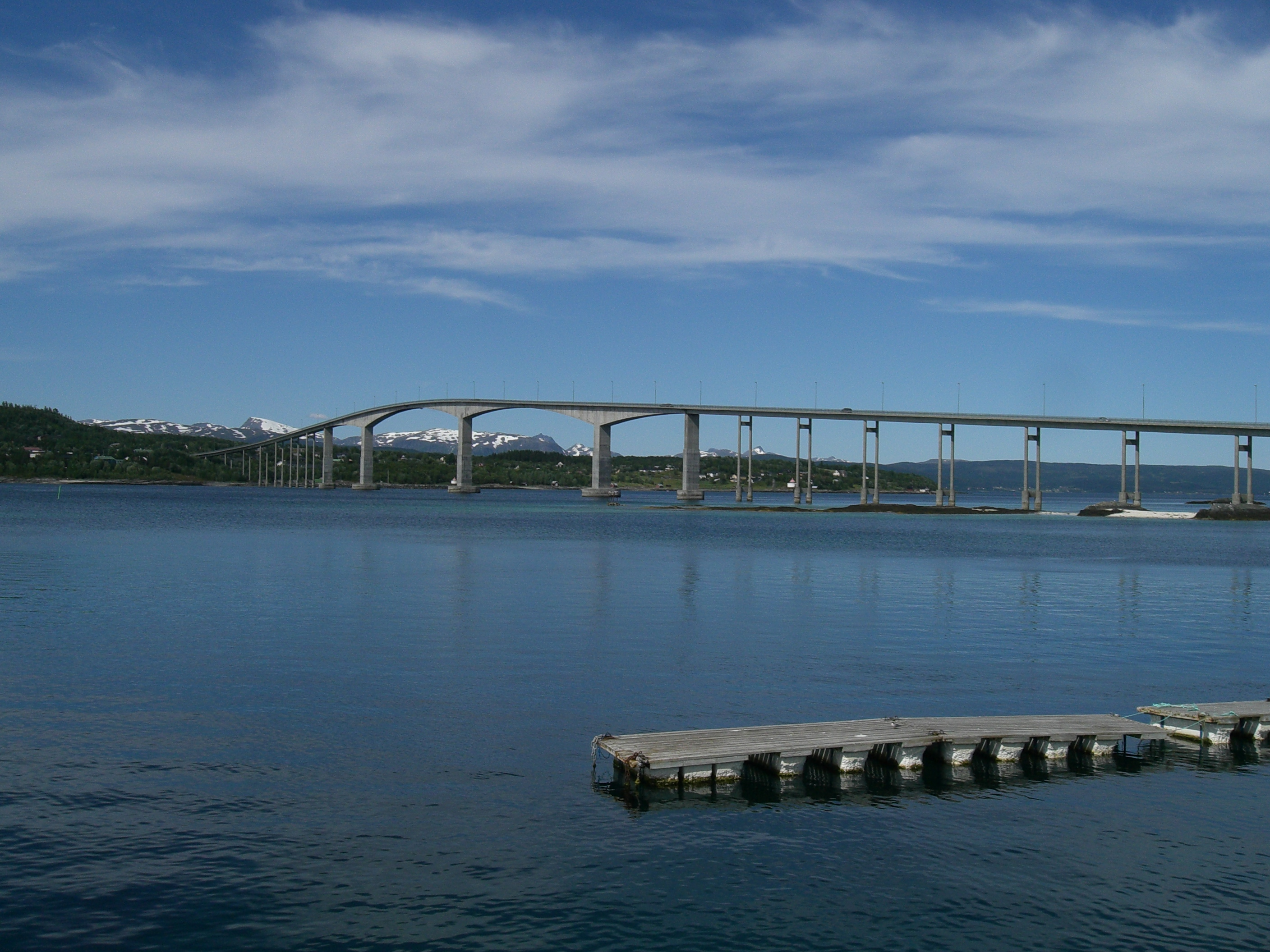
Gisundsbron, västerut mot Senja.

Gisundsbron (norska: Gisundbrua) är en konsolbro av spännarmerad betong utmed fylkesväg 86 i Senja kommun i Troms fylke i norra Norge. Den går över Gisundet mellan tätorterna Finnsnes och Silsand och förbinder ön Senja med fastlandet. 
Bron invigdes den 23 juni 1972 av kronprins Harald. Den är 1 147 meter lång och segelfri höjd är 41 meter. Bron har 25 spann – det längsta är 142,5 meter långt.
Den var tidigare bompengsfinansierad, men är sedan länge betald. På vissa kartor kallas bron felaktigt för Trangstraumen bru.